# Distretto di Teniente César López Rojas
Il distretto di Teniente César López Rojas è uno dei sei distretti della provincia di Alto Amazonas, in Perù. Si trova nella regione di Loreto e si estende su una superficie di 1.495,91 chilometri quadrati.
Istituito il 8 settembre 1964, ha per capitale la città di Shucushuyacu.